# Calascibetta

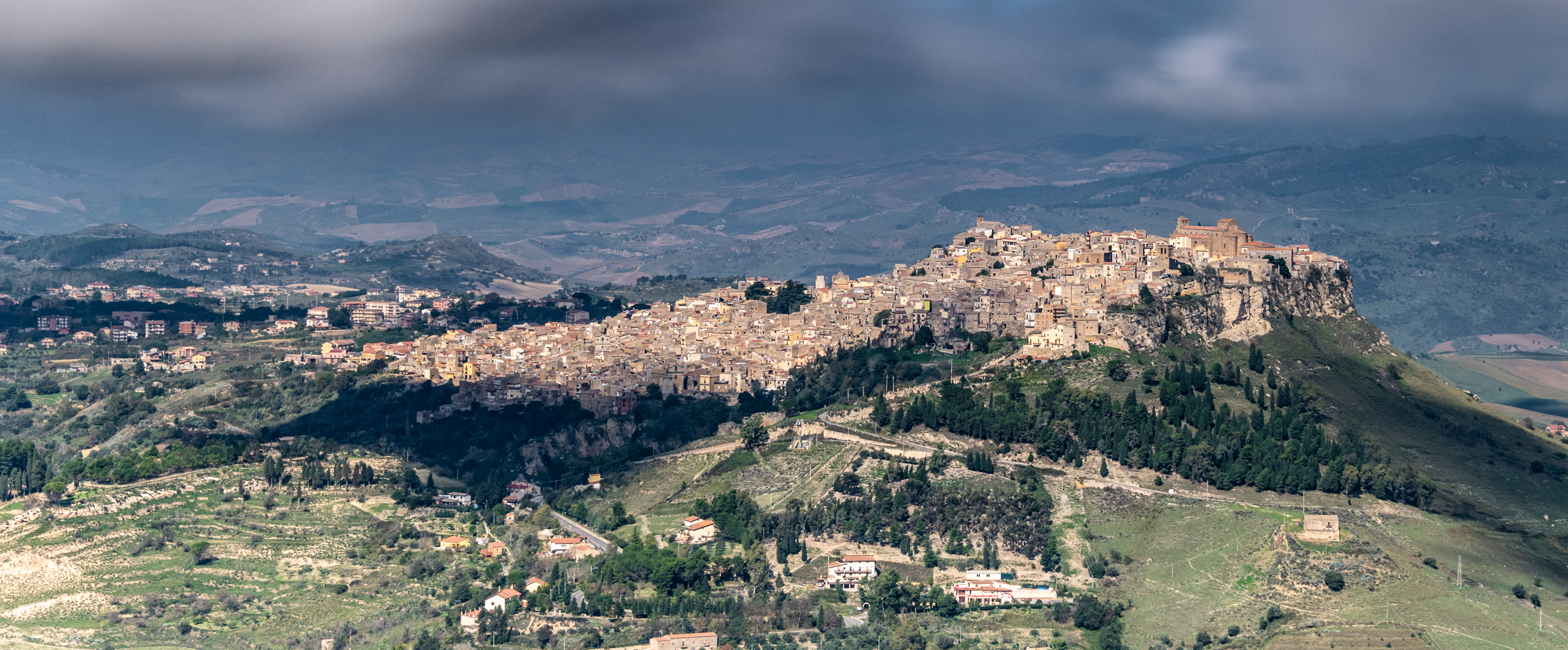
Calascibetta von Enna aus gesehen

Calascibetta ist eine Gemeinde im Freien Gemeindekonsortium Enna in der Region Sizilien in Italien mit 4029 Einwohnern (Stand 31. Dezember 2023).

## Lage und Daten
Calascibetta liegt 6 km nördlich von Enna und bedeckt eine Fläche von 88,18 km². Der Haupterwerb der Einwohner ist die Landwirtschaft. Arbeit bieten auch die Steinbrüche in der Umgebung.
Die Nachbargemeinden sind Bompietro (PA), Enna, Gangi (PA), Leonforte, Nicosia und Villarosa.
Die Gemeinde liegt im Geopark Rocca di Cerere.

## Geschichte
Das Gebiet um den Ort Calascibetta ist seit vorgeschichtlicher Zeit besiedelt. Nekropolen, wie die Nekropole von Realmese, die vom 9. Jahrhundert v. Chr. bis zum 6. Jahrhundert v. Chr. genutzt wurde, zeugen davon. Die Araber bauten eine Festung, daher auch der Name Kalet (Kastell) und Scibet, wovon sich der heutige Ortsname ableitet. Die Stadt wurde erst 841 von den Arabern befestigt und als Stützpunkt für die Eroberung Ennas genutzt. Im 11. Jahrhundert wurde die Stadt stark erweitert. Im August 1342 starb König Peter II. von Sizilien in Calascibetta.

## Sehenswürdigkeiten
Neben einer schönen Altstadt auf dem Berg mit Sicht auf Enna, sind es die Kirchen, die sehenswert sind:
- Chiesa del Carmelo
- Chiesa Madre Vergine Assunta,
- Chiesa del Collegio di Maria,
- Collegio di Maria,
- Chiesa di San Pietro
- Chiesa dell’Itria,
- Chiesa del Ricovero
- Chiesa di San Giuseppe
- Chiesa di San Vincenzo
- Chiesa di Sant’Antonio
- Chiesa di Santa Barbara

## Bilder

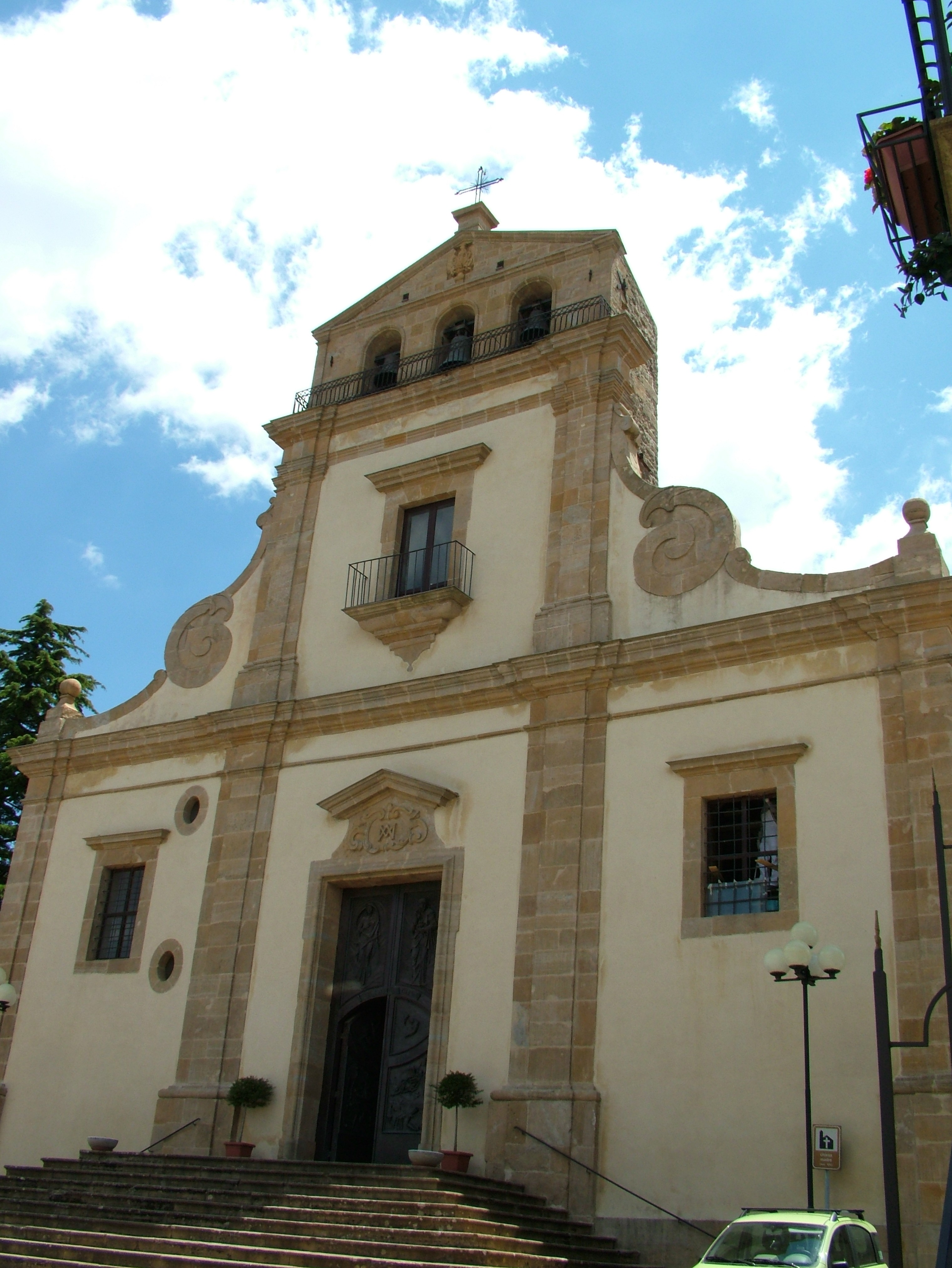
Die Chiesa Madre
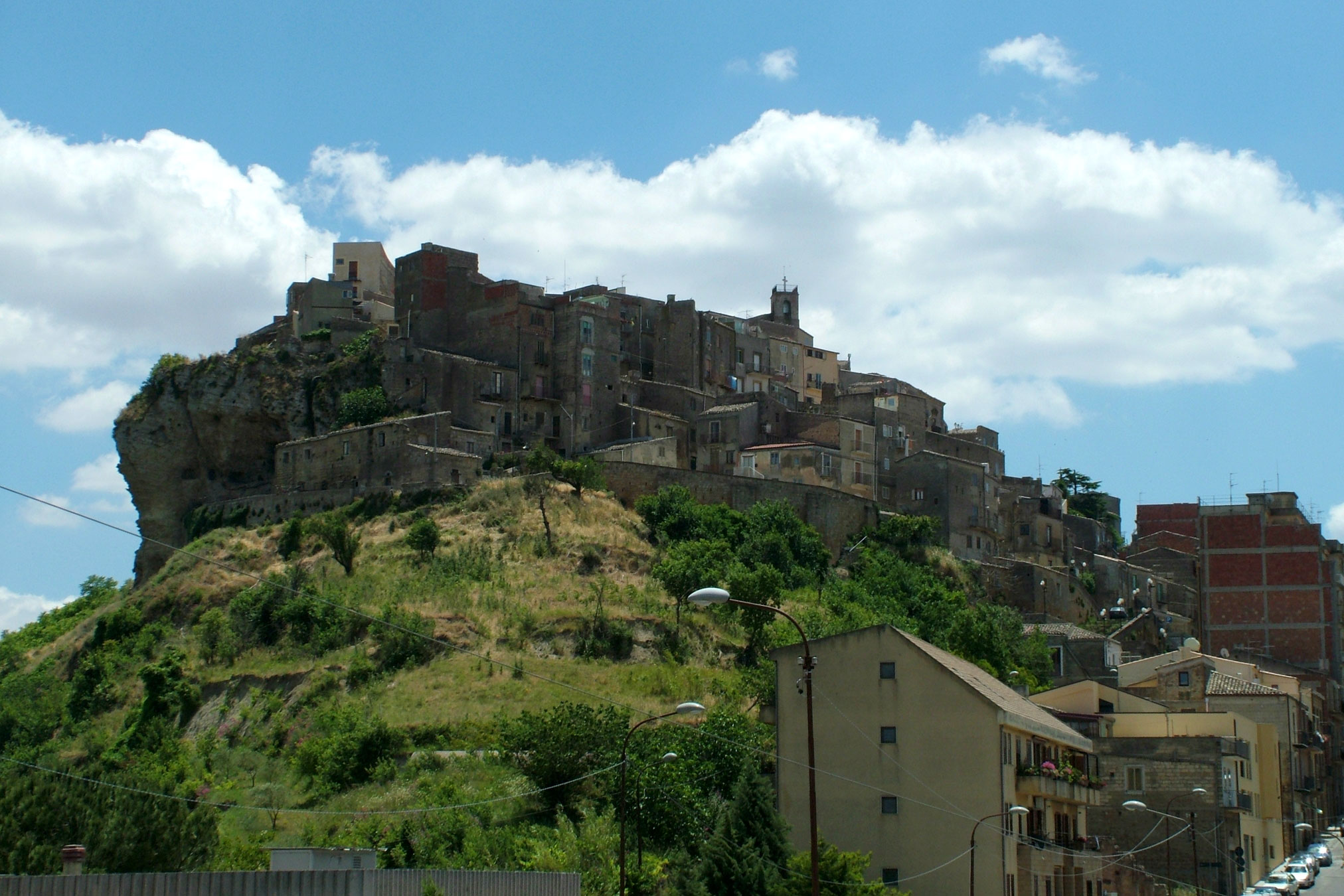
Die Altstadt von Calascibetta von der Chiesa Cappuccini aus